# صامويل غروث
صامويل غروث أو سام غروث (بالإنجليزية: Sam Groth)‏ مواليد 19 أكتوبر 1987 في نيوساوث ويلز، أستراليا. هو لاعب كرة مضرب أسترالي مُحترف. بدأ مسيرته كمحترف سنة 2006. وصل لنصف نهائي دورة فرنسا المفتوحة 2014 في زوجي الرجال. يشتهر بأنه يملك أسرع إرسال على الإطلاق، حيث وصل سرعت إرساله إلى (263 كم/س)، وذلك في بطولة بوسان.

## روابط خارجية
- صامويل غروث على موقع رابطة محترفي التنس (الإنجليزية)
- صامويل غروث على موقع الاتحاد الدولي لكرة المضرب (الإنجليزية)
- صامويل غروث على موقع كأس ديفيز (الإنجليزية)
- صامويل غروث على موقع اتحاد التنس الأسترالي (الإنجليزية)
- صامويل غروث على موقع أوليمبيديا (الإنجليزية)
- صامويل غروث على موقع اللجنة الأولمبية الأسترالية (الإنجليزية)